# 1966年の日本競馬
1966年の日本競馬（1966ねんのにほんけいば）では、1966年（昭和41年）の日本競馬界についてまとめる。馬齢は旧表記で統一する。
1965年の日本競馬 - 1966年の日本競馬 - 1967年の日本競馬

## できごと

### 1月 - 3月
- 1月9日 - 東京競馬場でシンザンの引退式が行われる[1]。
- 1月24日 - イギリスで行われるグランドナショナル出走のため、フジノオーが羽田空港を出発する[1]。
- 2月1日 - 京都場外発売所の改築工事竣工式が行われる[1]。
- 3月16日 - 日本中央競馬会施行規程の一部が改正され、馬主登録審査委員会が設置される[1]。
- 3月19日
  - 中央競馬では、1回中山開催より従来の手売り方式と併用して発券機による発売（トータリゼータシステム）を実施する[1]。
  - 競馬を開催できる特定市町村として、東京都大島町、高知県窪川町が期限付きで指定される[2]。

### 4月 - 6月
- 4月2日 - シンザンの記録映画『斗魂』がフジテレビと関西テレビで放映される[2]。
- 4月3日 - インドの少年騎手ナレッシュ・M・エンジニアーが日本中央競馬会の騎手訓練を受けるために来日する[2]。
- 4月23日 - 大阪・難波場外発売所の増築工事が完了し、2回京都3日から使用開始された[2]。
- 5月25日 - 中央競馬の鈴木信太郎調教師が黄綬褒章を授与される[2]。
- 5月28日 - 渋谷サービスステーションの新築工事が竣工、5回東京1日より発売業務を開始した[2]。
- 6月15日 - 日本中央競馬会の本部建物が竣工する[2]。
- 6月21日 - 笠松競馬場の西スタンドの落成式が行われる[2]。
- 6月30日 - 京都競馬場に騎手会館が竣工。公正確保のための騎手の調整ルーム制度に使用される。他の競馬場も1967年夏までに同様の施設が完成する[2]。

### 7月 - 9月
- 7月20日 - 台風4号の襲来による新潟水害に、日本中央競馬会より見舞金100万円が寄付される[2]。
- 7月24日 - 東京都市街地改造計画のため、新橋場外発売所は取り壊しとなり発売を中止する。30日より日本中央競馬会本部ビル内の発売所で発売業務を再開している[2]。
- 8月1日 - 佐賀県競馬組合が結成される[2]。
- 9月1日 - 中山競馬場でダートコースの完工式が行われる[2]。
- 9月3日 - 梅田場外発売所分館の増設工事が完成。5回京都1日から全館使用開始される[2]。
- 9月8日 - 競馬を開催できる特定市町村として、新たに岐阜県岐南町が指定される[2]。
- 9月10日 - 日本中央競馬会理事長に清井正が就任[2]。

### 10月 - 12月
- 10月9日 - 京都競馬場で第1回ハリウッドターフクラブ賞が行われる。第1回の優勝馬はキョウイエヒカリ、優勝騎手は清水出美[2]。
- 10月21日 - 地方競馬全国協会の栃木県塩原町騎手教養所で施設落成式が行われる[2]。
- 10月28日 - 中央競馬型トータリゼータシステムの竣工式が中山競馬場で行われる[2]。
- 10月31日 - 横浜サービスステーションの竣工式が行われる[2]。
- 11月6日 - 中央競馬で、3回中山開催から勝馬投票券発売業務の全面機械化を実施[2]。
- 11月28日 - 阪神競馬場のスタンド・事務所・その他増改築新築工事完工式が行われる[2]。
- 12月1日 - 園田競馬場のスタンドの落成式が行われる[2]。
- 12月3日 - 阪神競馬場の投票所の改築工事が完成、この日より使用開始される[2]。
- 12月18日 - 南関東競馬で騎手帽の色の統一を実施する[2]。
- 12月19日 - オーストラリアで行われた国際騎手招待競走に出場するため、杉村一馬騎手および日本中央競馬会の職員が出発する[2]。

### その他
- 佐々木竹見が当時の世界記録となる年間505勝を達成[3]。

## 競走成績

### 中央競馬の主な競走
- 第26回桜花賞（阪神競馬場・4月10日）優勝 : ワカクモ（騎手 : 杉村一馬）
- 第26回皐月賞（中山競馬場・4月17日）優勝 : ニホンピローエース（騎手 : 田所稔）
- 第53回天皇賞（春）（京都競馬場・4月29日） 優勝 : ハクズイコウ（騎手 : 保田隆芳）
- 第27回優駿牝馬（オークス）（東京競馬場・5月22日) 優勝 : ヒロヨシ（騎手 : 古山良司）
- 第33回東京優駿（日本ダービー）（東京競馬場・5月29日) 優勝 : テイトオー（騎手 : 清水久雄）
- 第7回宝塚記念（阪神競馬場・6月26日）優勝：エイトクラウン（騎手：内藤繁春）
- 第54回天皇賞（秋）（東京競馬場・11月3日） 優勝 : コレヒデ（騎手 : 保田隆芳）
- 第27回菊花賞（京都競馬場・11月13日） 優勝 : ナスノコトブキ（騎手 : 森安弘明）
- 第11回有馬記念（中山競馬場・12月25日） 優勝 : コレヒデ（騎手 : 保田隆芳）

### 中央競馬・障害
- 第56回中山大障害（春）（中山競馬場・4月24日）優勝 : アドミラル（騎手 : 小泉明東）
- 第57回中山大障害（秋）（中山競馬場・12月4日）優勝： ホウラン（騎手：金井国男）

## 表彰

### 啓衆社賞
- 年度代表馬・最優秀5歳以上牡馬 コレヒデ
- 最優秀3歳牡馬 モンタサン
- 最優秀3歳牝馬 ヤマピット
- 最優秀4歳牡馬 ナスノコトブキ
- 最優秀4歳牝馬 ハードイツト
- 最優秀5歳以上牝馬 エイトクラウン
- 最良スプリンター ヒシマサヒデ
- 最優秀障害馬 ホウラン
- 最優秀アラブ ミスハマノオー

## 誕生
この年に生まれた競走馬は1969年のクラシック世代となる。

### 競走馬
- 2月19日 - グローブターフ
- 2月23日 - メジロアサマ
- 3月4日 - ダイシンボルガード
- 3月8日 - ワイルドモア
- 3月10日 - キングスピード
- 3月16日 - シャダイターキン
- 3月26日 - ヒデコトブキ
- 4月4日 - ミノル
- 4月5日 - リキエイカン
- 4月10日 - タイプキャスト
- 4月14日 - マキノホープ
- 4月16日 - ショウフウミドリ
- 4月21日 - ハクエイホウ
- 4月27日 - スピーデーワンダー
- 4月30日 - アカネテンリュウ
- 5月17日 - トウメイ
- 6月3日 - パッシングゴール
- 7月13日 - ダテハクタカ
- 不明 - インターメゾ、ドン

### 人物
- 1月6日 - 大久保龍志調教師（JRA）
- 6月3日 - 須貝尚介騎手、調教師（JRA）
- 6月28日 - 田島裕和騎手（JRA）
- 7月4日 - 渡辺博文騎手、調教師（佐賀）
- 7月23日 - 岩戸孝樹騎手、調教師（JRA）
- 7月30日 - 柴田善臣騎手（JRA）
- 8月6日 - 河津裕昭騎手、調教師（川崎）
- 10月16日 - 山田和広騎手（JRA）
- 10月21日 - 新開幸一調教師（JRA）
- 10月23日 - 石橋守騎手、調教師（JRA）
- 10月31日 - 林満明騎手（JRA）
- 11月24日 - 宮崎光行騎手（ホッカイドウ）
- 12月6日 - 中尾秀正調教師（JRA）
- 12月28日 - 横山賀一騎手（JRA）

## 死去

### 競走馬
- 9月29日 - ライジングフレーム